# Нацугумо (1938)
Нацугумо (Natsugumo, яп. 夏雲) — ескадрений міноносець Імперського флоту Японії, який брав участь у Другій світовій війні.
Корабель, який став сьомим серед есмінців типу «Асасіо», спорудили у 1938 році на верфі ВМФ у Сасебо.
На момент вступу Японії до Другої світової війни «Нацугумо» належав до 9-ї дивізії ескадрених міноносців, яка 29 листопада 1941-го прибула з Японії до Мако (важлива база ВМФ на Пескадорських островах у південній частині Тайванської протоки). 7 грудня «Нацугумо» вийшов у море, а 10 грудня разом зі ще 6 есмінцями та легким крейсером прикривав висадку десанту у Вігані на північно-західному узбережжі острова Лусон (перед доставкою головних сил до затоки Лінгайєн японці висадили на Філіппінах цілий ряд допоміжних десантів). Американська авіація атакувала загін та змогла потопити й пошкодити кілька суден та кораблів, проте «Нацугумо» не постраждав.
З 22 грудня 1941-го «Нацугумо» приєднався до сил вторгнення до Лінгайєн, які здійснили висадку в ніч проти 24 грудня. Разом зі ще 6 есмінцями та легким крейсером він прикривав 2-й транспортний загін, що включав 28 транспортів та рухався з Мако.
На початку січня 1942-го «Мінегумо» та два інші есмінці 9-ї дивізії залучили до прикриття десанту в Нідерландській Ост-Індії на острів Таракан — центр нафтовидобувної промисловості біля північно-східного завершення острова Борнео (всього у цій операції діяли 11 есмінців та 1 легкий крейсер). 6 січня транспорти з військами вийшли з порту Давао на південному узбережжі філіппінського острова Мінданао (був захоплений японцями ще 20 грудня), а в ніч проти 11 січня розпочалась висадка на Таракані.
21 січня 1942-го «Нацугумо» разом зі ще 8 есмінцями та легким крейсером розпочали прикриття конвою з десантом, який вийшов з Таракану для заволодіння Балікпапаном (ще один центр нафтовидобувної промисловості на східному узбережжі острова Борнео). Цього разу прикриття не впоралось із завданням і під час висадки в ніч проти 24 січня транспорти були атаковані американськими есмінцями, яким вдалось потопити три судна. Втім, захоплення Балкіпапану пройшло успішно.
У першій декаді лютого 1942-го «Нацугумо» та ще чотири есмінці з Балікпапану взяли певну участь у прикритті висадки в Макассарі, розташованому за п'ять сотень кілометрів на південний схід від Балікпапану на південно-західному півострові острова Целебес. Втім, можливо відзначити, що основний загін прикриття прямував разом із транспортними суднами із протилежного напрямку, зі Старінг-Бей на південно-східному півострові Целебесу.
25 лютого 1942-го «Нацугумо» та ще 2 есмінці 9-ї дивізії залучили до заволодіння островом Бавеан у центральній частині Яванського моря за півтори сотні кілометрів на північ від Сурабаї (головна база союзників на сході острова Ява). Можливо відзначити, що того ж дня японці нарешті успішно висадились на острові Балі за дві з половиною сотні кілометрів на південний схід від Сурабаї (за кілька діб до того таку спробу зірвав загін союзних кораблів). Наближалась вирішальна атака на Яву, до якої вже рухався великий конвой транспортних суден з десантом. 27—28 лютого відбулись битви в Яванському морі, перемога японців у яких дозволила висадити десант на сході Яви у Крагані. Втім, незадовго до того «Нацугумо» та інший есмінець «Умікадзе» відокремились від основного загону для безпосередньої охорони транспортів та не взяли участі в битві.
1 березня 1942-го «Нацугумо» разом з «Мінегумо» атакував якусь ціль глибинними бомбами. Можливо, це був американський підводний човен «Перч», який того дня зазнав пошкоджень, а за дві доби був добитий есмінцями «Усіо» та «Садзанамі». Втім, існує припущення що перші пошкодження «Перч» завдав есмінець «Амацукадзе».
З 31 березня 1942-го «Нацугумо» разом зі ще 7 есмінцями та 3 легкими крейсерами взяв участь у операції заволодіння островом Різдва (три з половиною сотні кілометрів на південь від західної частини Яви). При цьому 1 квітня ворожий підводний човен торпедував легкий крейсер «Нака», який повів на буксирі інший легкий крейсер «Наторі». «Нацугумо» та «Мінегумо» забезпечували охорону зазначених крейсерів у їхньому переході до Сінгапура, якого загін досягнув 10 квітня.
12—20 квітня 1942-го «Нацугумо» пройшов з Сінгапуру до Йокосуки для короткочасного докового ремонту, а через кілька тижнів його залучили до Мідвейської операції, під час якої він разом з 6 іншими есмінцями та легким крейсером входив до ескорту загону великих надводних кораблів адмірала Кондо, який складався зі 2 лінкорів та 4 важких крейсерів. Відомо, що після розгрому авіаносного з'єднання лінкори Кондо відправили в район Алеутських островів (у цьому архіпелазі японці зайняли кілька островів за єдиним задумом з атакою на Мідвей), звідки вони прибули до Японії 24 червня, тоді як важкі крейсери повернулись до Японських островів двома загонами 14 та 23 червня.
З 27 червня по 13 липня 1942-го «Нацугумо» ескортував сили флоту, які патрулювали на південний захід від Алеутських островів. У цей період сюди вийшов новий загін із 4 авіаносців, 3 важких та 3 легких крейсерів, для охорони яких залучили 15 есмінців.
19—25 липня 1942-го «Нацугумо» та ще один есмінець дивізії «Асагумо» супроводили на Трук (головна японська база в Океанії в центральній частині Каролінських островів) важкий крейсер «Тьокай», на якому прямував зі своїм штабом адмірал Гун'їті Мікава, призначений командувачем нового Восьмого флоту зі штаб-квартирою в Рабаулі. 28 липня «Тьокай» з тим же ескортом рушив далі на південь, проте 29 числа неподалік від островів Адміралтейства їх зустріли есмінці «Токіцукадзе» та «Хацукадзе», які й супроводили крейсер у Рабаул. Звільнені від ескортних обов'язків «Нацугумо» та «Асагумо» до 1 серпня здійснили транспортний рейс до Кваджелейна (Маршаллові острови), а 8 серпня прибули до Йокосуки.
7 серпня 1942-го союзники висадились на сході Соломонових островів, що започаткувало шестимісячну битву за Гуадалканал та змусило японське командування перекидати сюди підкріплення. 11 серпня «Нацугумо» та ще 9 есмінців вирушили для ескорту великого загону надводних кораблів (включав 1 лінкор, 5 важких та 1 легкий крейсер, 1 гідроавіаносець), що вийшов із Йокосуки та 17 серпня прибув на атол Трук у центральній частині Каролінських островів (тут ще до війни створили потужну базу японського ВМФ, з якої до лютого 1944-го провадились операції в низці архіпелагів). 20 серпня з Труку в межах операції з проведення конвою з великими підкріпленнями для Гуадалканалу вийшли кілька з'єднань з ескортом із численних есмінців. Втім, «Нацугумо» рушив лише 23 серпня, маючи завдання супроводжувати гідроавіаносець «Тітосе». 24 серпня відбулась битва авіаносних з'єднань біля східних Соломонових островів, під час якої «Тітосе» зазнав значних пошкоджень. 25—28 серпня гідроавіаносець змогли довести до Труку (при цьому його вів на буксирі есмінець «Мінегумо»).
У вересні 1942-го «Нацугумо» охороняв сили флоту, які 9 числа вирушили для патрулювання в районі на північ від Соломонових островів та повернулись на Трук 23 вересня.
26—28 вересня 1942-го «Нацугумо» та інші есмінці 9-ї дивізії пройшли з Труку до Шортленда, де їх залучили до транспортних місій (доставка підкріплень та вантажів на швидкохідних есмінцях до району активних бойових дій стала типовою для японського флоту в кампанії на Соломонових островах). Вперше «Нацугумо» виходив до Гуадалканалу 2 жовтня, а 5 жовтня попрямував туди удруге. Під час виконання цього завдання від авіаудару пошкоджено есмінець «Мінегумо», після чого «„Нацугумо“» супроводжував його на Шортленд. 8—9 жовтня «Нацугумо» разом зі ще чотирма есмінцями та гідроавіансоцем «Ніссін» здійснив ще один рейс до Гуадалканалу.
11 жовтня 1942-го транспортна група із 2 гідроавіаносців та 6 есмінців, серед яких був і «Нацугумо», рушила в черговий рейс до Гуадалканалу. Під час розвантаження інший японський загін із 3 важких крейсерів та 2 есмінців вступив у невдале зіткнення з ворожими силами, відоме як бій біля мису Есперанс. Як наслідок, чотири есмінці транспортної групи дістали нові завдання — допомогти постраждалому загону: «Нацугумо» та «Асагумо» мали вирушити для супроводу важкого крейсера «Кінугаса», який після бою опинився без супроводу, а «Муракумо» та «Сіраюкі» відрядили для порятунку вцілілих з важкого крейсера «Фурутака». Вдень 12 жовтня японські кораблі стали цілями для ворожої авіації, «Муракумо» зазнав значних пошкоджень і «Нацугумо» та «Асагумо» перенацілили для допомоги йому. У підсумку в районі за сім десятків кілометрів на північний захід від Гуадалканалу на «Нацугумо» внаслідок близького вибуху авіабомби почалось стрімке надходження води в корпус і менш ніж за годину есмінець затонув. 16 членів екіпажу загинуло, проте решту врятував «Асагумо» (можливо відзначити, що «Муракумо» в підсумку був добитий «Сіраюкі»).